# 阿让维莱尔
阿让维莱尔（法語：Agenvillers）是法国皮卡第大区索姆省的一个市镇，属于阿布维尔区努维永县。该市镇2009年时的人口为228人。

## 人口
阿让维莱尔人口变化图示
| 数据来源：INSEE |